# Grustäkt

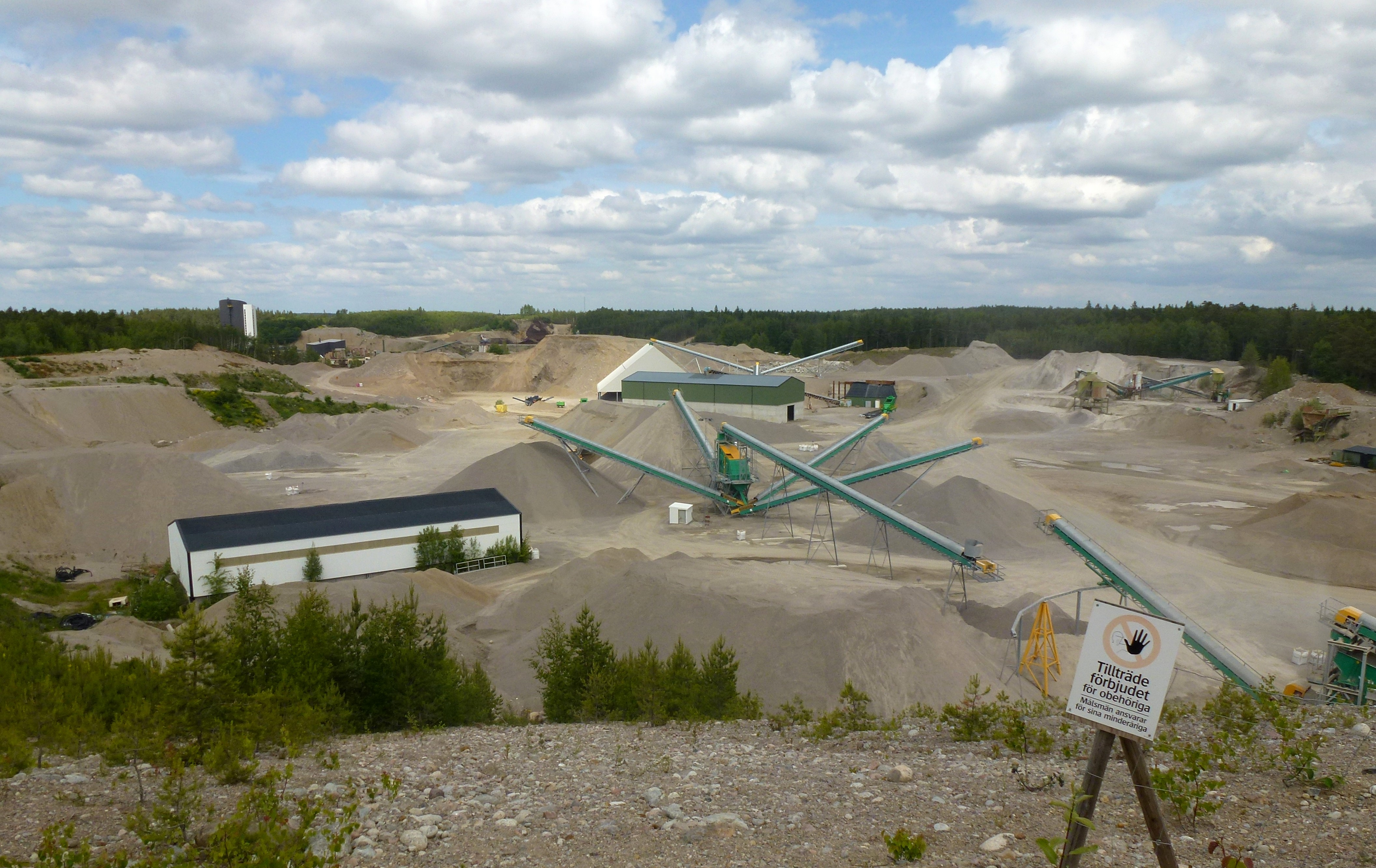
Jehanders grustäkt "Riksten" i Tullingeåsen, Stockholms län.

Grustäkt betyder dels en plats där man utvinner naturgrus, även kallat grustag, dels själva verksamheten att bryta grus. I Sverige kräver detta tillstånd från länsstyrelsen. Grustäkter förekommer ofta i rullstensåsar.
Miljöskatter på byggmaterial kan vara avgörande för att uppnå hållbarhet inom byggsektorn, enligt en rapport som överlämnades 2008 av Europeiska miljöbyrån (European Environment Agency).